# Victor Lindelöf
Victor Lindelöf (* 17. Juli 1994 in Västerås) ist ein schwedischer Fußballspieler. Der Abwehrspieler stand zuletzt bei Manchester United unter Vertrag, ist schwedischer Nationalspieler und wurde 2015 mit der schwedischen U-21 Europameister.

## Karriere

### Verein

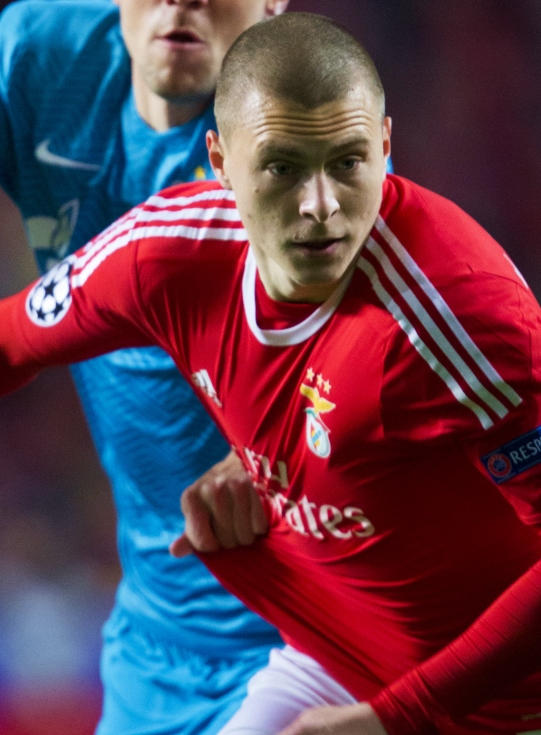
Lindelöf bei Benfica Lissabon (2016)

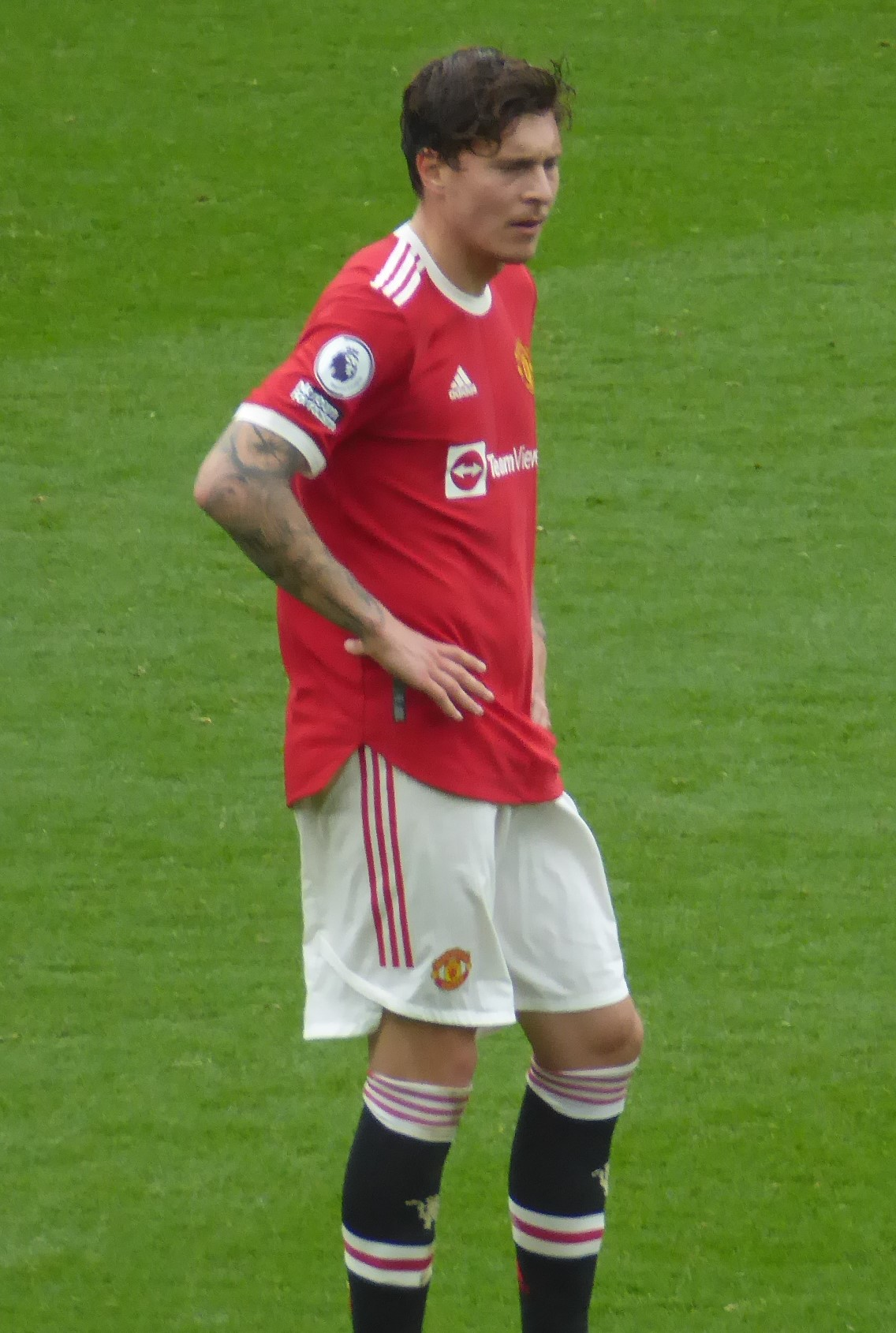
Lindelöf bei Manchester United (2021)

Lindelöf begann mit dem Fußballspielen beim IK Franke in seiner Geburtsstadt Västerås. Über die Jugend von Västerås IK kam er 2007 in die Nachwuchsabteilung des Västerås SK. Am Ende der Spielzeit 2010 debütierte er in der drittklassigen Division 1 in der ersten Mannschaft, mit der er in die Superettan aufstieg. In der Folge etablierte er sich sowohl bei seinem Klub als auch in den schwedischen Nachwuchsnationalmannschaften im Kader. Am Ende der Zweitliga-Spielzeit 2012 stieg er mit der Mannschaft aus der Superettan ab.
Lindelöf wechselte zum Jahreswechsel 2012/13 nach Portugal in den Nachwuchsbereich von Benfica Lissabon. Im Sommer 2013 gewann er die portugiesische Jugendmeisterschaft, anschließend rückte er in die Reservemannschaft des Klubs auf. Am letzten Spieltag der Spielzeit 2014/15 debütierte er für die bereits als Meister feststehende erste Mannschaft des Klubs in der Primeira Liga.
Am 10. Juni 2017 gab Manchester United bekannt, dass man eine Einigung mit Benfica Lissabon, bezüglich eines Transfers von Lindelöf, erzielen konnte. Vier Tage später unterzeichnete er einen Vertrag über vier Jahre bis zum Sommer 2021. Schließlich verließ er Manchester United im Sommer 2025.

### Nationalmannschaft
Im Oktober 2014 debütierte er im Rahmen der Qualifikation zur U-21-Europameisterschaft 2015 in der schwedischen U-21-Nationalmannschaft, die erfolgreich abgeschlossen wurde. Zunächst nicht von Auswahltrainer Håkan Ericson für eine Teilnahme an der U-21-Europameisterschaft vorgesehen, rückte Lindelöf wenige Tage vor Turnierbeginn nach dem verletzungsbedingten Ausfall von Emil Krafth in den Kader nach. Im ersten Spiel gegen Italien noch Einwechselspieler, stand er bei den folgenden Turnierspielen in der Startformation und erreichte mit der Auswahlmannschaft das Endspiel gegen die portugiesische U-21-Nationalmannschaft. Im Elfmeterschießen verwandelte er den letzten schwedischen Elfmeter. Nachdem Patrik Carlgren anschließend William Carvalhos Elfmeter pariert hatte, gewannen die Schweden ihren ersten Titel bei einem UEFA-Turnier. Gemeinsam mit seinen Mannschaftskameraden Filip Helander und Oscar Lewicki wurde er in die „Offizielle Mannschaft des Turniers“ gewählt.  Am 24. März 2016 wurde er gegen  die Türkei in Antalya erstmals in einem A-Länderspiel eingesetzt und stand dabei in der Startelf.
Bei der Fußball-Europameisterschaft 2016 in Frankreich wurde er in das Aufgebot Schwedens aufgenommen. In allen drei Gruppenspielen stand er in der Stammelf. Er gehörte zu den Spielern, die alle Partien über die volle Spielzeit absolvierten. Nach der Vorrunde schied das Team als Gruppenletzter aus.
Anlässlich der Fußball-Weltmeisterschaft 2018 in Russland wurde er in das schwedische Aufgebot berufen. Im Verlauf des Turniers wurde er in vier von fünf Spielen eingesetzt.
Mit der schwedischen Auswahl erreichte er bei der Europameisterschaft 2021 das Achtelfinale, wo Schweden gegen die Ukraine ausschied.

## Erfolge

### Vereine
Portugal
- Meister (3): 2014, 2016, 2017
- Portugiesischer Pokalsieger (2): 2014, 2017
- Ligapokalsieger: 2016
- Supercupsieger: 2016

England
- Pokalsieger: 2024
- Ligapokalsieger: 2023

### Nationalmannschaft
- U21-Europameister: 2015

## Auszeichnungen
- Schwedens Fußballer des Jahres: 2018, 2019[9]